# Hyparrhenia niariensis
Hyparrhenia niariensis är en gräsart som först beskrevs av Adrien René Franchet, och fick sitt nu gällande namn av Clayton. Hyparrhenia niariensis ingår i släktet Hyparrhenia och familjen gräs. Utöver nominatformen finns också underarten H. n. macrarrhena.